# Pak Thehvan
Pak Thehvan (hangul: 박태환; Szöul, 1989. szeptember 27. –) olimpiai bajnok dél-koreai úszó, a Tanguk Egyetem csapatának tagja.

## Élete

### Sportpályafutása
2008. augusztus 9-én Pekingben, a 29. nyári olimpiai játékokon 3:41.86-tal nyerte meg a férfiak 400 méteres gyorsúszó számát, három nappal később (augusztus 11.) 200 méteres gyorson – 1:44.85-ös idővel – ezüstérmet szerzett.
A 2011-es sanghaji vizes világbajnokságon, a férfiak 400 méteres gyorsúszó számában – 3:42.04 perces idővel – aranyérmet szerzett.
Egy 2014 szeptemberi ellenőrzés során tesztoszteront mutattak ki a mintájában. Ezért a FINA másfél évre, 2016 márciusáig eltiltotta, valamint a 2014. szeptember 3. után elért eredményeit törölte.

## Legjobb időeredményei
| Táv    | Idő      | Év   |
| ------ | -------- | ---- |
| 100 m  | 49.32    | 2007 |
| 200 m  | 1:46.79  | 2007 |
| 400 m  | 3:41.86  | 2008 |
| 1500 m | 14:55.03 | 2007 |